# Stellaria zangnanensis
Stellaria zangnanensis är en nejlikväxtart som beskrevs av Li Hua Zhou. Stellaria zangnanensis ingår i släktet stjärnblommor, och familjen nejlikväxter. Inga underarter finns listade i Catalogue of Life.